# Anomala bidolii
Anomala bidolii är en skalbaggsart som beskrevs av Ohaus 1938. Anomala bidolii ingår i släktet Anomala och familjen Rutelidae. Inga underarter finns listade i Catalogue of Life.